# Homidiana monotona
Homidiana monotona is een vlinder uit de familie van de Sematuridae. De wetenschappelijke naam van de soort is voor het eerst geldig gepubliceerd in 1918 door Hampson.